# Capitaneo (famiglia)
Capitaneo è una famiglia risalente al X secolo che vanta diversi vassalli dello Stato di Milano.

## Stemma
Lo stemma familiare era situato sul palazzo fatto costruire da Guarino Capitaneo nel quale si poteva leggere la scritta "Die primo Marcii 1512 Guarinus Capiranius de Novara, Castellanus Bari" e ora è visibile sul portale del Palazzo del II ramo della famiglia Capitaneo e anche all'interno della Chiesa Matrice di Modugno, sormontante l'altare dedicato all'Assunta. Esso rappresenta cinque barre d'oro in campo azzurro, su scudo bellico con elmo e corona di conte con la figura della Giustizia per cimiero, sormontato da un nastro con il motto "sicerat infatis".

## Famiglia Capitaneo di Modugno
Ebbe dei feudi in Piemonte, tra cui quello di Sillavengo, in provincia di Novara. Da questo feudo proviene Guarino Capitaneo che fonda a Modugno il I ramo della famiglia. La famiglia Capitaneo è iscritta al Sedile dei Nobili di Modugno sin dal 1569 e da allora ha sempre svolto un ruolo di primaria importanza nelle sorti di Modugno.

### I ramo della famiglia Capitaneo
Guarino Capitaneo, come si è detto, è il primo rappresentante della famiglia a Modugno. Nato a Novara nel 1490, giunge a Bari a seguito della duchessa Isabella d’Aragona quando costei acquisisce il ducato di Bari; nel 1512 la duchessa lo nomina Castellano di Bari, sotto il ducato di Bona Sforza. Nel 1518 riceve dal re Sigismondo I di Polonia il titolo di Cavaliere Aurato (con diploma del 18 aprile 1518) e segue la duchessa in Polonia. Suo figlio primogenito nato nel 1545, Vincenzo, originò il ramo principale della famiglia Capitaneo a Modugno. Un altro dei figli di Guarino si chiama Sigismondo, in onore del monarca polacco. Il I ramo della famiglia Capitaneo si esaurì con la morte di Maria Capitaneo nel 1946. L'esatto cognome della famiglia è Cataneo Seu Capitaneo, anche se lo si trova spesso citato nelle forme: Capitaneus, Captaneus, Catanius, Capitanio".

### II ramo della famiglia Capitaneo
Giuseppe Carlo Capitaneo originò, invece, il II ramo della famiglia. Nato nel 1674 e morto il 17 febbraio 1743, combatté contro i Turchi al soldo dell'imperatore Carlo VI. Sposò una signora bitontina della famiglia Violante dalla quale ebbe in dote la baronia di S. Demetrio presso Bitonto. Ereditò dallo zio Francesco alcuni possedimenti nella Marina di Palese.
Nell'esercito di Ferdinando si distinse il modugnese Eusebio Capitaneo che nel 1803 divenne tenente-colonnello del II reggimento Bari della Provincia di Trani, meritandosi gli encomi e gli onori del re. Il ministro John Acton ostacolò la sua promozione a Generale. Alla sua morte nel 1808 il re gli fece costruire un mausoleo nella cattedrale di L'Aquila.
Nel XVIII secolo si ricordano Nicola Capitaneo, sindaco di Modugno in diverse occasioni, e Rocco Capitaneo, Capitano del reggimento di Lucania che diresse la difesa di Modugno dall'assalto dei Sanfedisti del X marzo 1799, quando si verificò l'episodio miracoloso dell'apparizione dell'Addolorata. Pietro Capitaneo fu un carbonaro che visse dal 1795 al 1871.

### Personaggi illustri
Fra i personaggi illustri di questa famiglia, nei secoli recenti si ricordano:
- Pietro Capitaneo, sindaco nel 1732
- fra Deodato Capitaneo, cavaliere gerosolimitano
- Giuseppe Capitaneo, sindaco di Modugno nel 1820 e nel 1839
- Nicola Capitaneo, sindaco nel 1860 e nel 1866, contribuì a reggere le sorti modugnesi nel periodo più duro delle lotte tra liberali e filoborbonici
- Pietro Capitaneo sindaco di Modugno tra il XIX e il XX secolo
- Antonio Capitaneo, sindaco nel 1956
- Giuseppe Capitaneo, questore in Trieste
- Francesco Maria Capitaneo, ex Deputato al Parlamento Italiano, ancora vivente.